# Crataegus nevadensis
Crataegus nevadensis är en rosväxtart som beskrevs av K.I. Christensen. Crataegus nevadensis ingår i Hagtornssläktet som ingår i familjen rosväxter. Inga underarter finns listade i Catalogue of Life.

## Bildgalleri

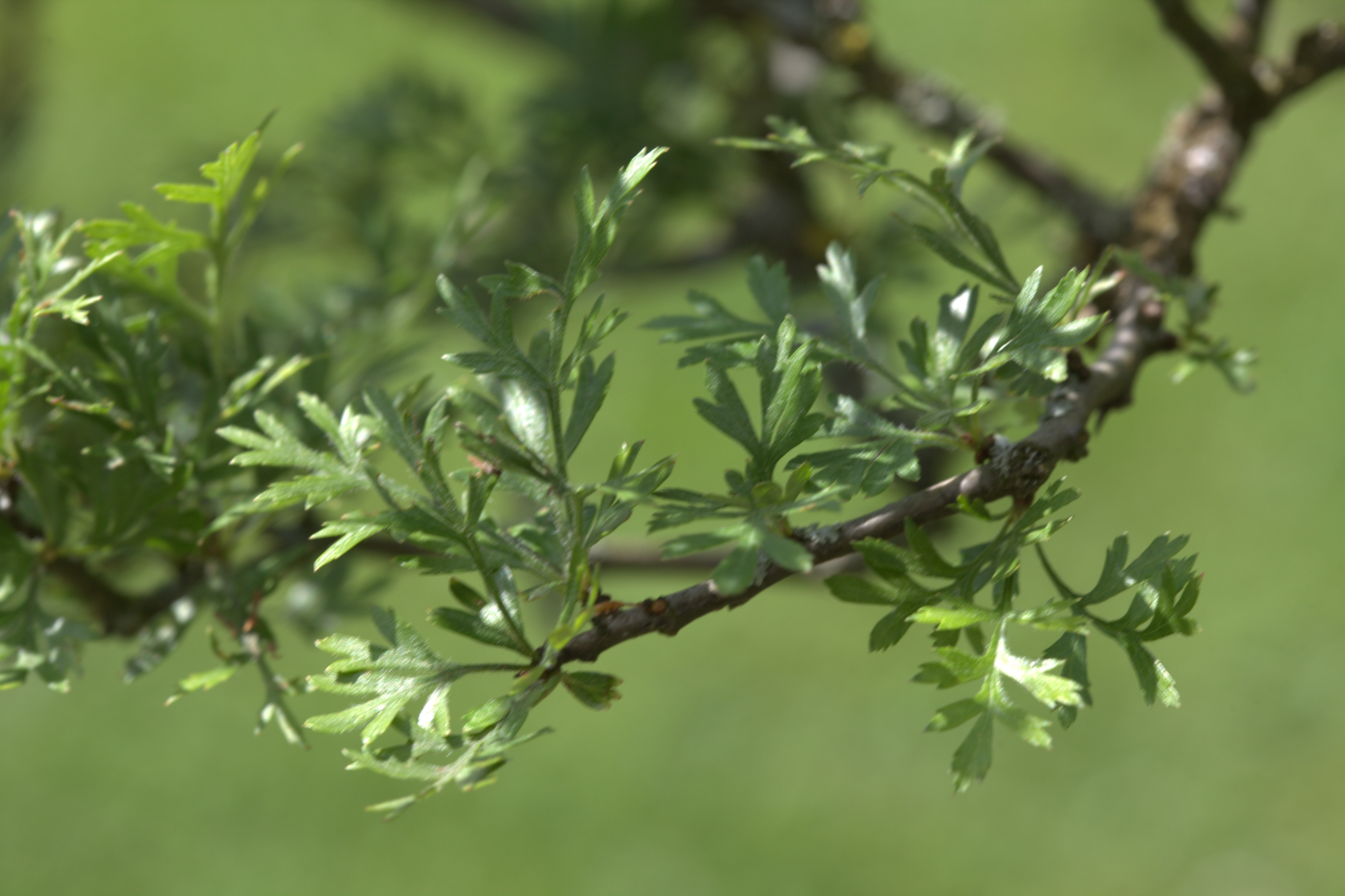
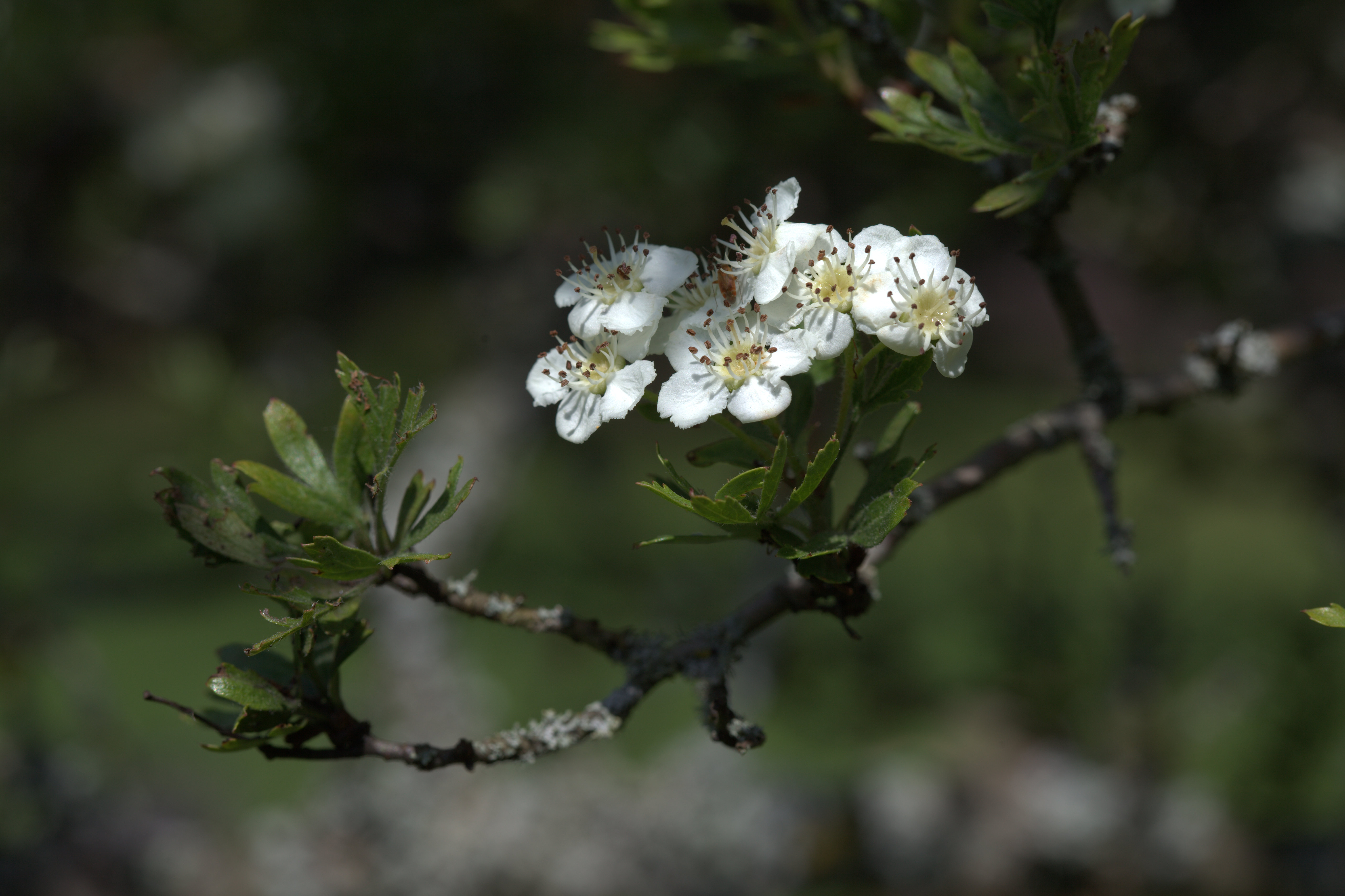
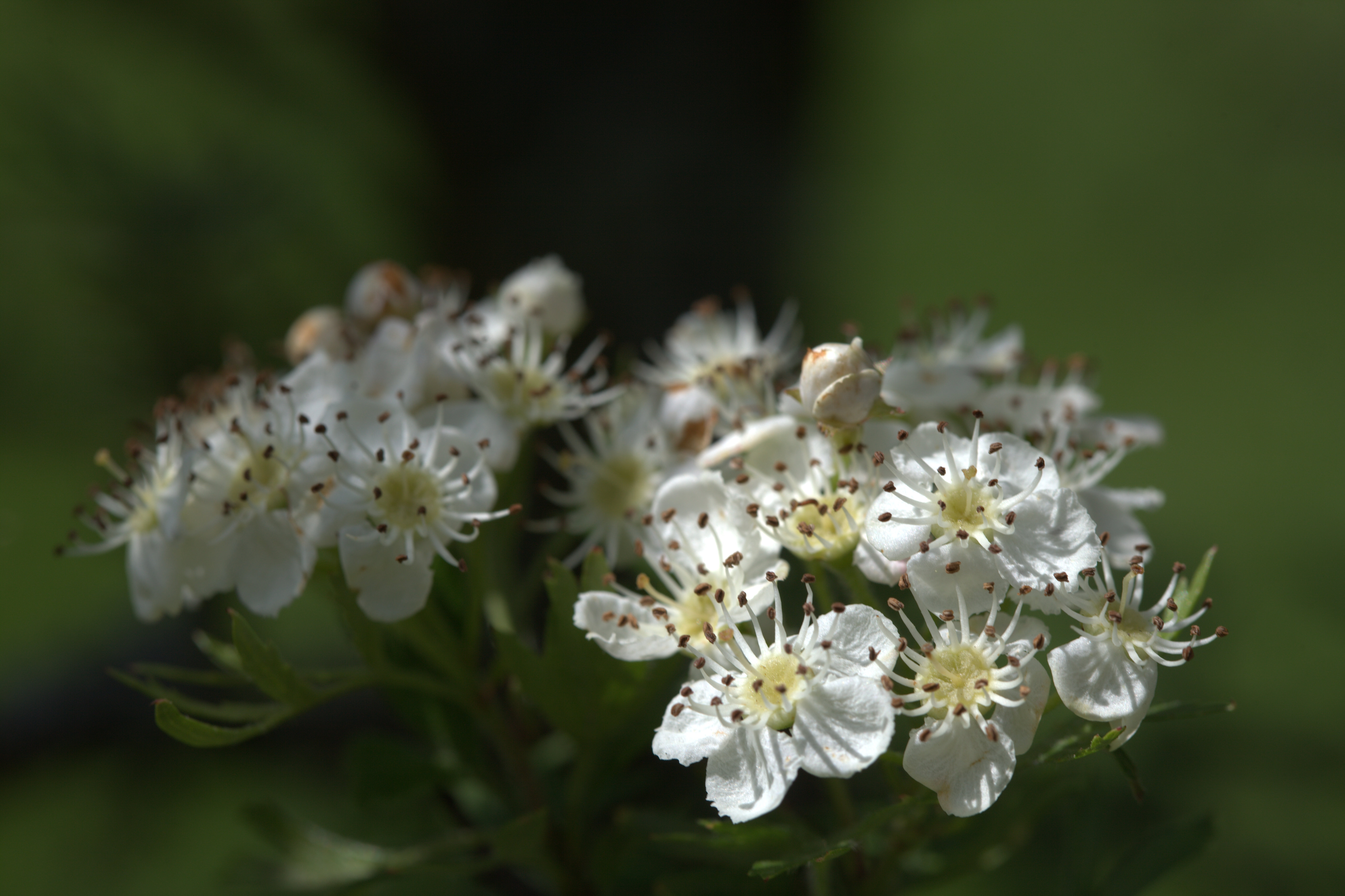
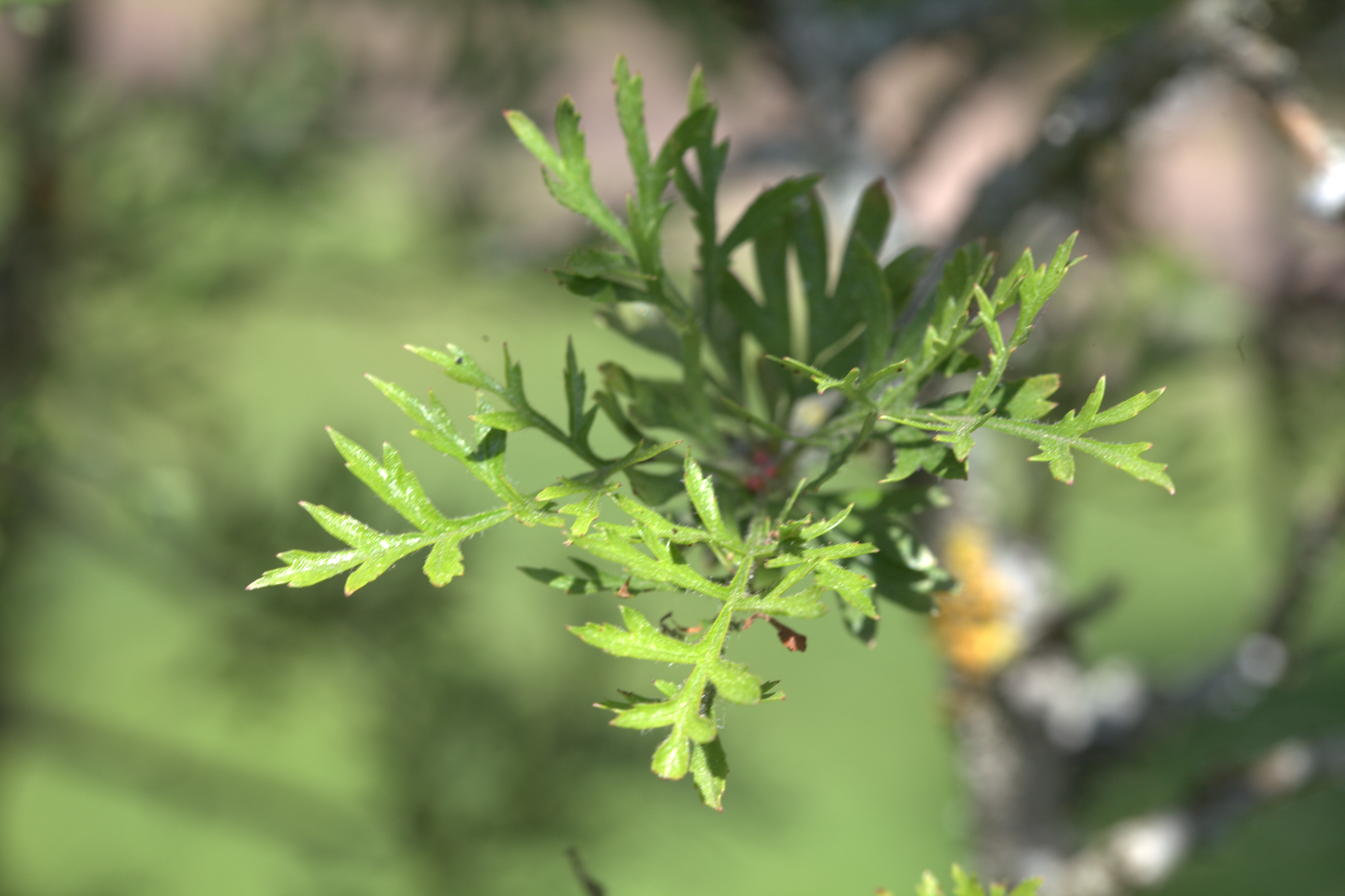
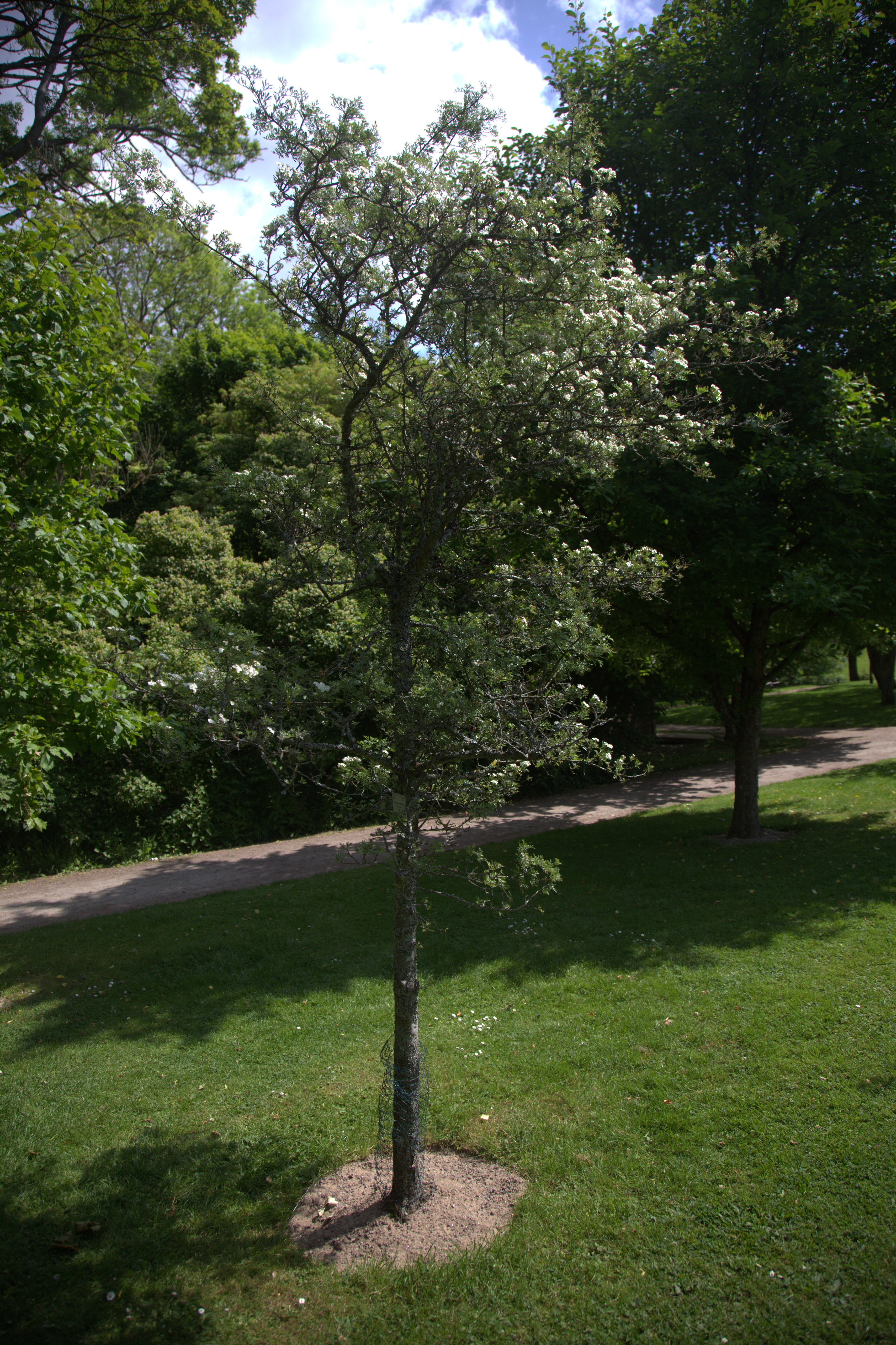